# セイちゃん
セイちゃん（1月20日 - ）は日本の女性アイドル、歌手。女性アイドルグループ・MIGMA SHELTER（「セイセイ」名義）、KAQRIYOTERROR（「RЯ」（ありゃ）名義）、音楽集団・禁断の多数決の元メンバー。

## 略歴
2017年、BELLRING少女ハートのオーディションに合格、1月後半にBELLRIN少女ハートの後継となるThere There TheresとAqbiRec新ユニット（後のMIGMA SHELTER）の振り分けが行われ、新ユニットのメンバーに決定。4月16日初レイヴ。
2018年3月31日、「家庭の都合」によりMIGMA SHELTERを脱退。以後、「セイちゃん」名義で活動。
2019年11月8日、禁断の多数決（第5期）に加入、メインヴォーカルを務める「フラッシング・ライト -ノイバウテン・タイム-」のミュージックビデオが公開。11月13日、「禁断のライブショー」（WWW）にてお披露目。しかし、新型コロナウイルスの影響でグループは白紙となり、2020年4月から始まったファイナルシーズン（第6期）には参加していなかったが、2023年9月27日、「7thAnniversary REDLIGHTS」（高円寺HIGH）で禁断の多数決の楽曲を歌唱した（クレジットは「ほうのきかずなり、はましたまさし（禁断の多数決）and more」名義）。
2022年4月27日、KAQRIYOTERRORに新メンバー・RЯとして加入。加入後の初ライブは5月14日の「武蔵野音楽祭 蓮の音カーニバル2022」。2023年4月23日現体制終了に伴い脱退。
2023年5月1日、セイちゃん名義のTwitterアカウントを再開設。「宇宙 アイドル DJ 新宿12」（2023年5月3日、ROCK CAFE LOFT）で活動再開。nonayu（元KAQRIYOTERROR「のなめら」）のバックDJを時折務める。

## 人物・エピソード
禁断の多数決には、オリジナルメンバーで2018年にMIGMA SHELTER入りしたブラジルと入れ替わりに加入しているが、ブラジルとのトレードという訳ではなく、ほうのきかずなりが共通の知人を介して話す機会があり、グループでは活動していないことを知ったほうのきが禁断の多数決に誘ったという。

## 作品

### 楽曲参加
- 絶世のインペリアルコレクション「玄病」[10]

## 出演

### イベント
- アイドルと人狼（2019年1月26日、ネイキッドロフト）
- 第一回スナックしろくまのど自慢大会（2019年3月15日、新宿LOFT）
- アイドルと人狼2（2019年4月14日、ネイキッドロフト）
- アイドルと人狼3（2019年6月8日、ネイキッドロフト）
- アイドルと人狼4（2019年9月7日、ネイキッドロフト）
- アイドルと人狼5（2019年11月9日、ネイキッドロフト）
- アイドルと人狼6（2020年1月11日、ネイキッドロフト）
- アイドルと人狼7（2020年3月14日、阿佐ヶ谷ロフトA）
- アイドルと人狼8（2021年10月2日、阿佐ヶ谷ロフトA）
- アイドルと人狼9（2021年12月12日、阿佐ヶ谷ロフトA）
- 宇宙 アイドル DJ 新宿12（2023年5月3日、ROCK CAFE LOFT）
- アイドルと人狼13（2023年5月28日、阿佐ヶ谷ロフトA）

### ミュージックビデオ
- DJ後藤まりこ「ブッ殺すぞオマエ」（2021年）[11]